# La Colle-sur-Loup
La Colle-sur-Loup (Occitaans: Sa Còla de Lop; Italiaans (verouderd): Colla) is een gemeente in het Franse departement Alpes-Maritimes, gelegen in de agglomeratie van Nice. 

## Geschiedenis
In de middeleeuwen viel La Colle onder Saint-Paul-de-Vence. Toen Saint-Paul onder Frans I van Frankrijk nieuwe stadswallen kreeg, waarvoor veel woningen werden gesloopt, gingen veel inwoners zich vestigen in La Colle. In 1792 werd La Colle een aparte gemeente.
Beschermd historisch erfgoed in de gemeente zijn het kasteel van Montfort en de romaanse kapel en kloostergang van het kasteel van Canadel. De dorpskerk van Saint Jacques gaat terug tot de 16e eeuw, met latere toevoegingen.

## Geografie
De oppervlakte van La Colle-sur-Loup bedraagt 9,82 km². De gemeente grenst aan Vence in het noorden, Saint-Paul in het oosten, Cagnes-sur-Mer en Villeneuve-Loubet in het zuiden, en Roquefort-les-Pins en Tourrettes-sur-Loup in het westen.
La Colle ligt in het Land van Vence, een landstreek die zich uitstrekt langs de Middellandse Zeekust van Cannes in het westen tot de rivier Var in het oosten. In het zuiden en oosten sluit La Colle aan op de dichtbevolkte kustvlakte, het westen en noorden van de gemeente is heuvelachtig en volledig bebost. De Loup vormt de westelijke grens van de gemeente en wordt beschermd door het natuurreservaat Parc des Rives du Loup.

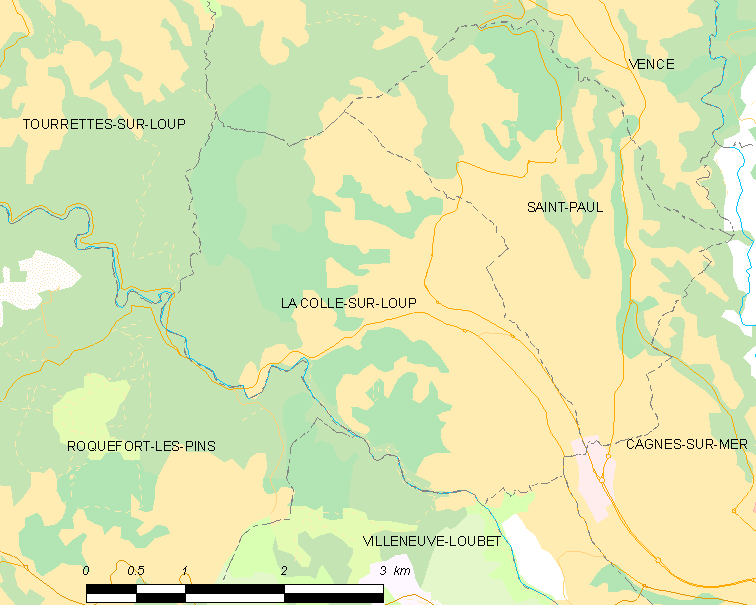
Situering
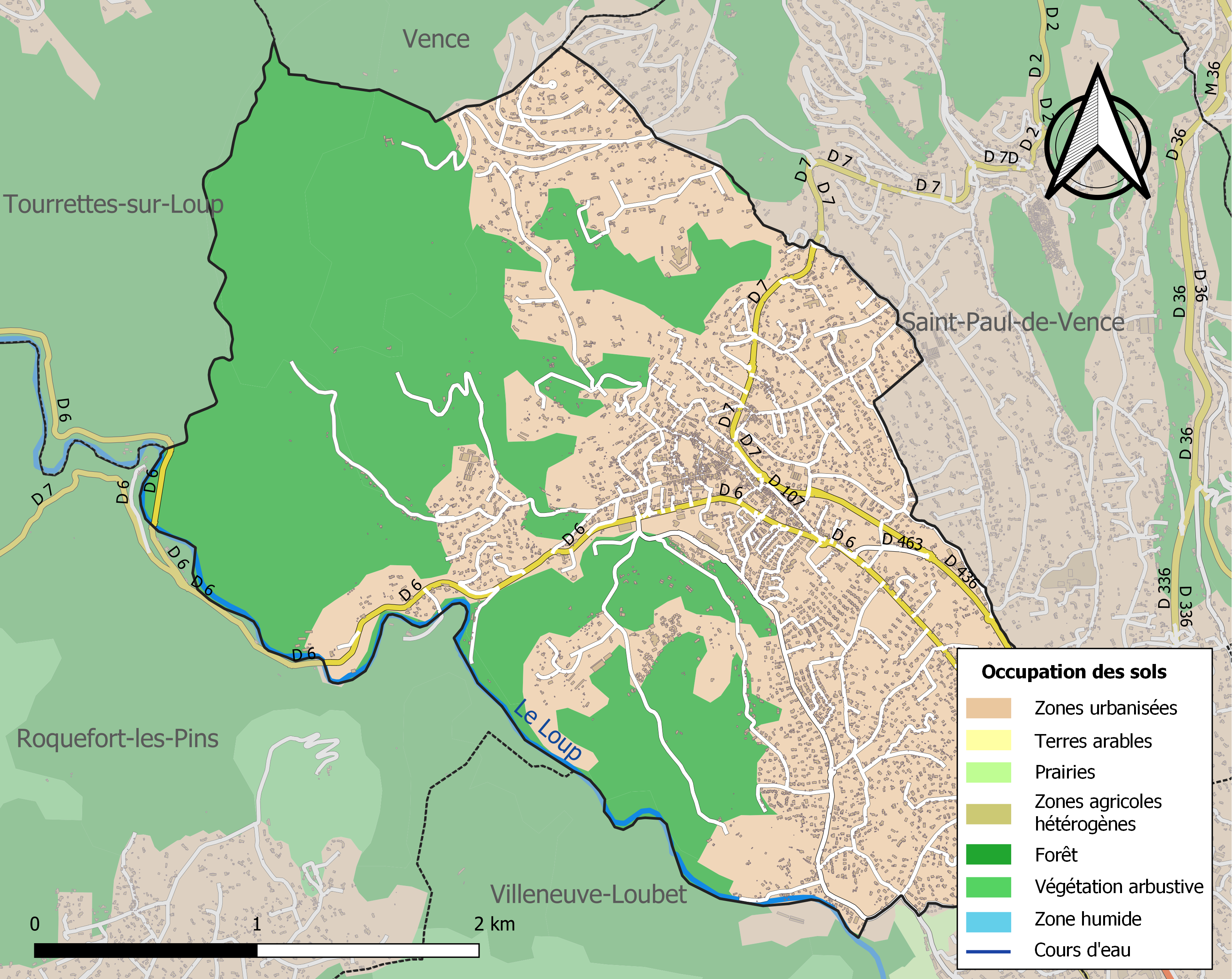
Grondgebruik

## Demografie
Op 1 januari 2022 telde de gemeente 8.143 inwoners. Het bevolkingsaantal is sterk gestegen sinds de jaren 1960, toen er zo'n 2000 inwoners waren. Onderstaande figuur toont het verloop van het inwonertal.
Vanwege een beveiligingsprobleem met de MediaWiki Graph-software is het momenteel niet mogelijk deze grafiek weer te geven. Zodra de software is bijgewerkt zal de grafiek vanzelf weer zichtbaar worden.

## Bekende inwoners
- Booba (1976), rapper
- Bernard Collomb (1930–2011), Formule 1-coureur
- Émilie Fer (1983), kanovaarster
- Yves Klein (1928–1962), kunstschilder
- Daniel Pennac (1944), schrijver
- Jean-François-Maxime Raybaud (1795–1894), militair en schrijver

## Fotogalerij

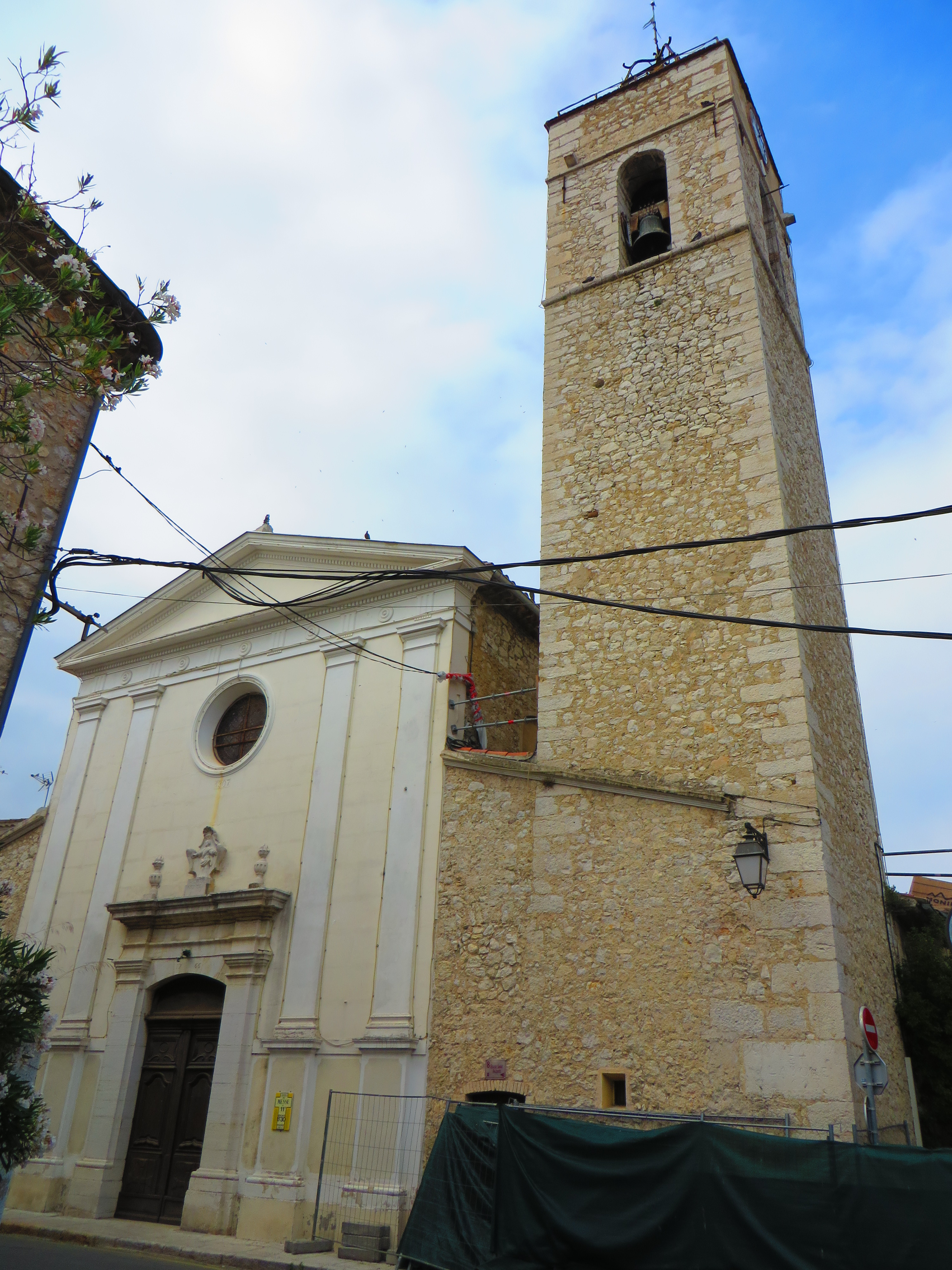
Dorpskerk Saint Jacques
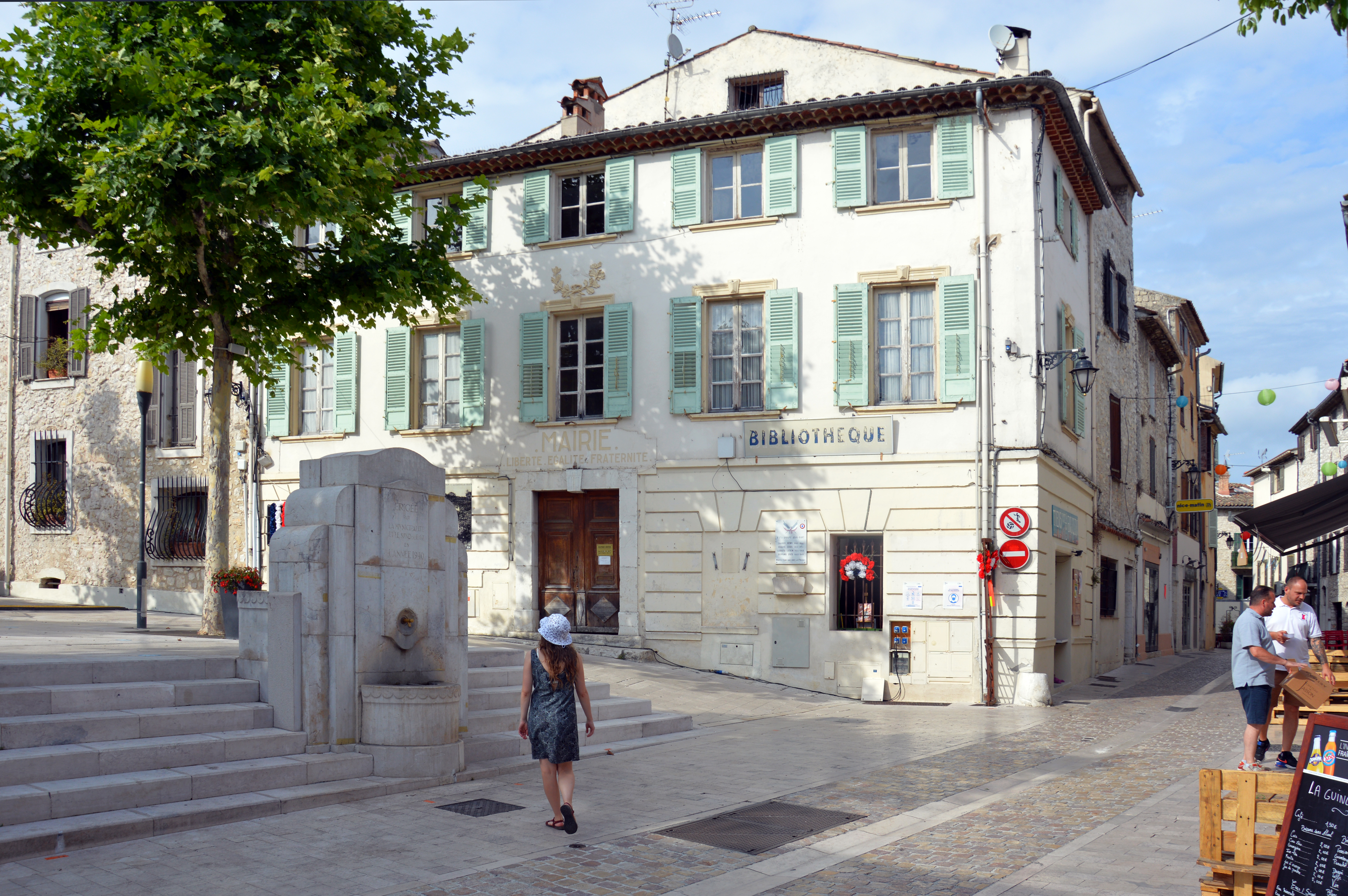
Voormalig gemeentehuis op de Place Charles de Gaulle
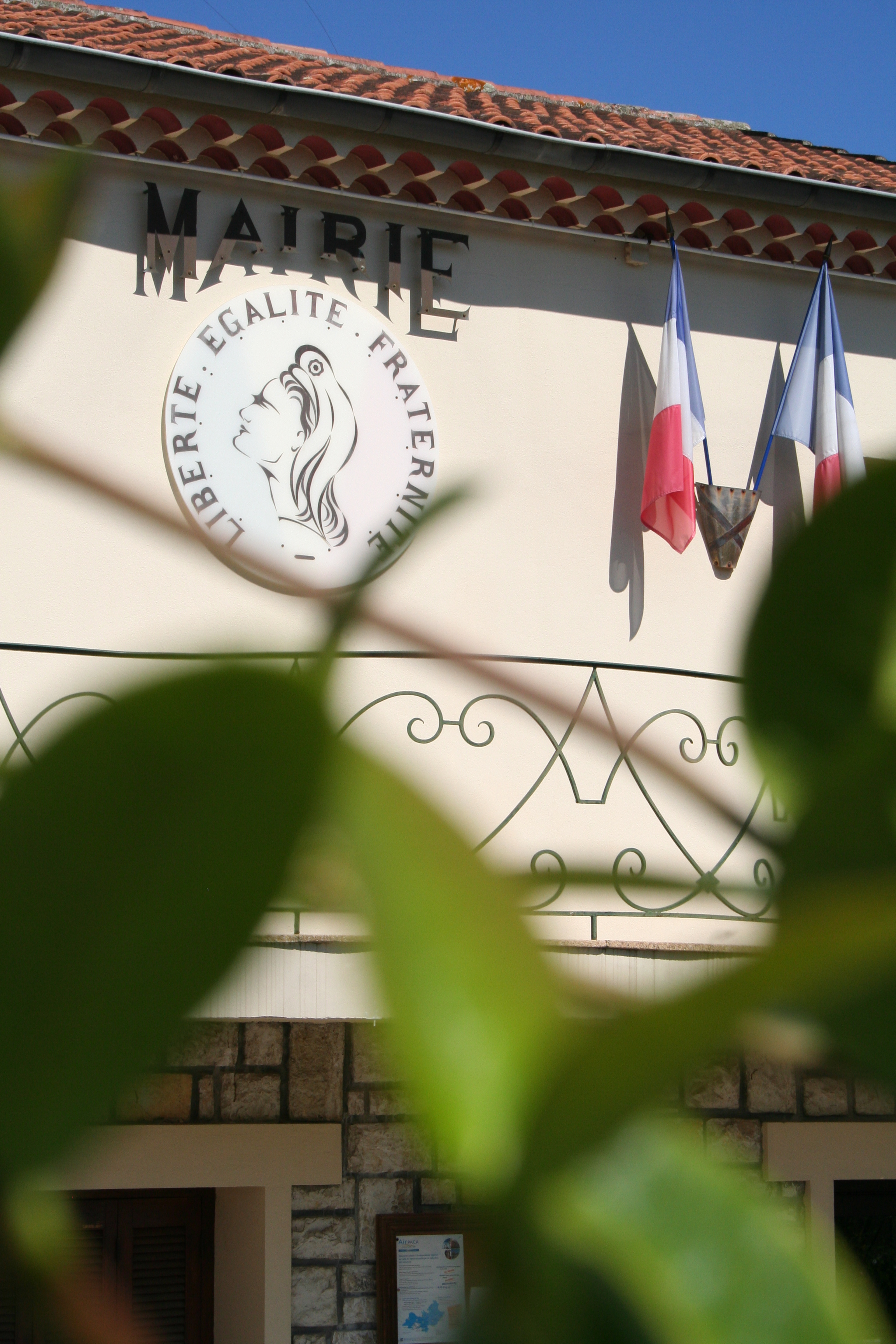
Nieuw gemeentehuis aan de Chemin du Canadel
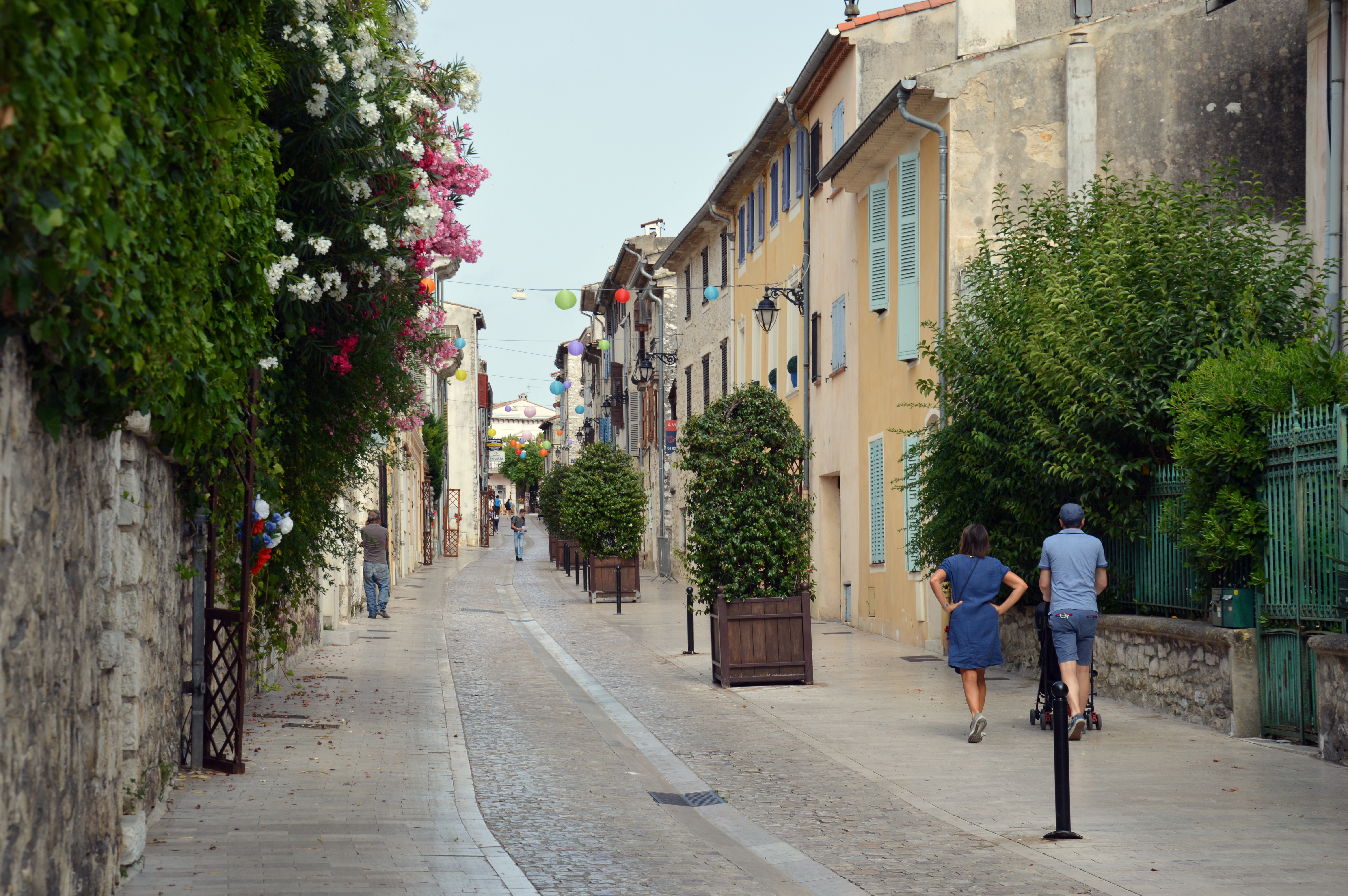
De hoofdstraat Rue Clémenceau
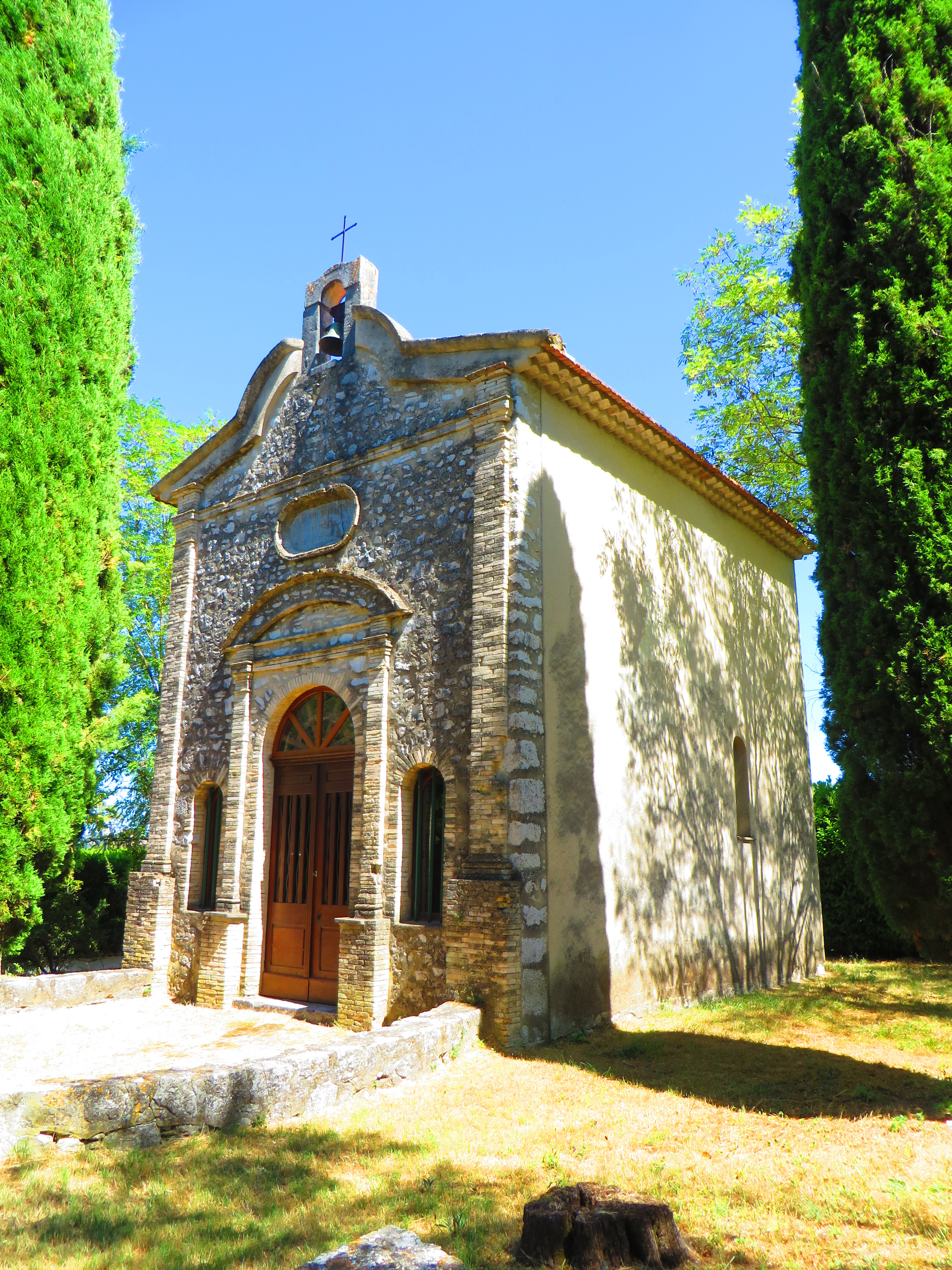
Chapelle Saint Roch in de wijk Olivette
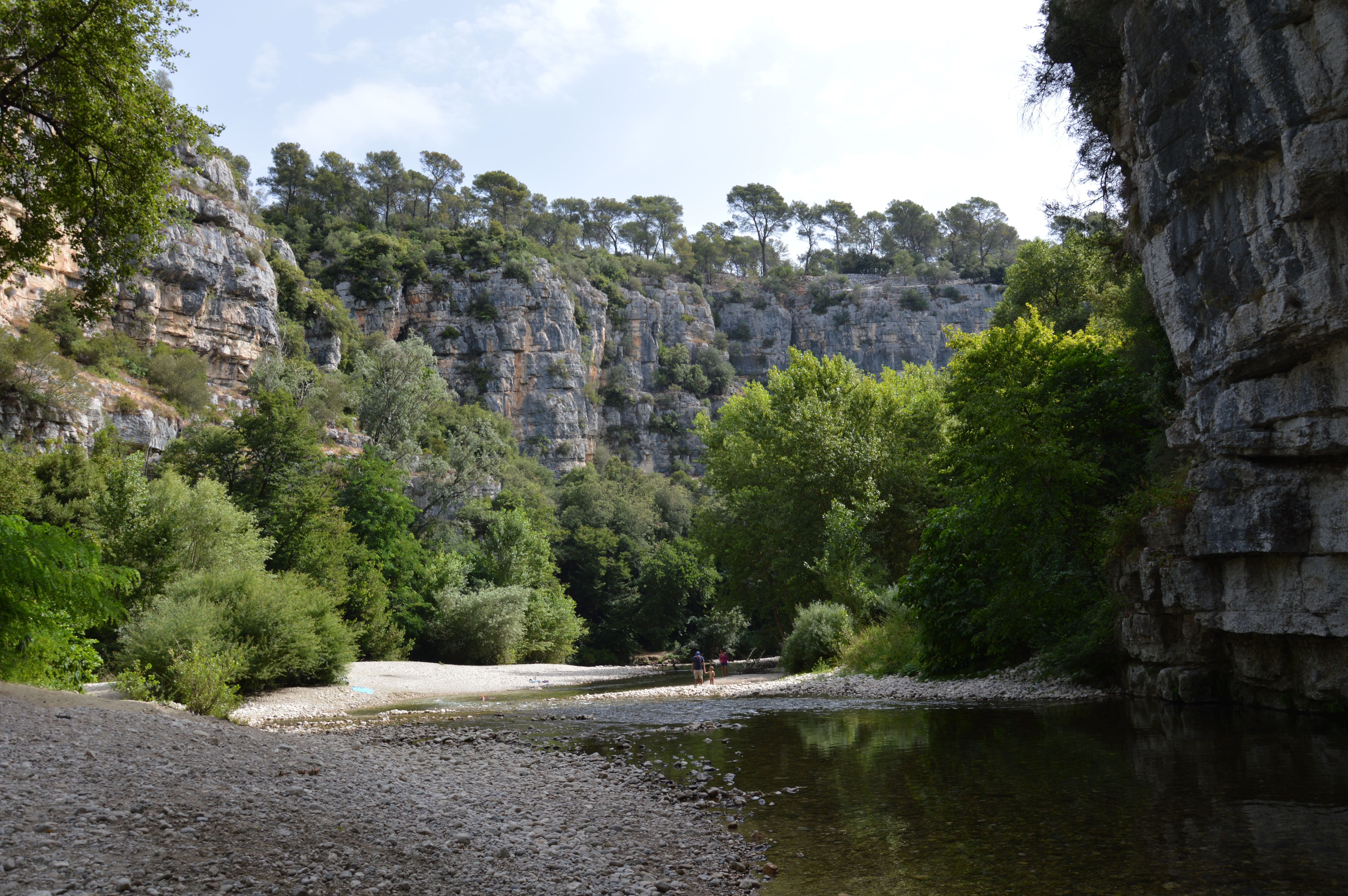
Parc des Rives du Loup